# معركه الشقيقة
معركة الشقيقة هي معركة وقعت في 18 يونيو 1915 قرب ترهونة، وتُعد من أبرز معارك الجهاد الليبي ضد الاستعمار الإيطالي. دارت أحداثها في وادي الشقيقة، وهو وادٍ ضيق يقع جنوب شرقي المدينة، حيث تمكن المجاهدون الليبيون بقيادة الساعدي بن سلطان الصالحي من استدراج قوة إيطالية كبيرة إلى كمين محكم. أسفرت المعركة عن مقتل حوالي 5000 جندي إيطالي وأسر 504 آخرين بالإضافة إلى 200 أسير كانوا محتجزين من معارك سابقة. تُعرف هذه المواجهة محليًا باسم معركة وادي الشقيقة، وتُعتبر من أكثر الهزائم دموية التي مُنيت بها مملكة إيطاليا خلال فترة احتلالها لليبيا.